# Chameleon (Michela-Pace-Lied)
Chameleon ist ein Lied der maltesischen Sängerin Michela Pace. Das Lied wurde am 10. März 2019 veröffentlicht und war der maltesische Beitrag für den Eurovision Song Contest 2019.

## Musik und Text
Das Lied wurde als „schwungvoller R’n’B-Pop-Song mit orientalischer Note“ bezeichnet. Der Songtext beschreibt die verschiedenen Eigenschaften der Protagonistin in einer Beziehung: „Give me water I’m a swimmer / Give me fire I’m a fighter / Give me love I’m your lover / Make me cry I’ll be a river / Take my heart I’ll be a giver / I can change like the weather“.

## Hintergrund
Nachdem die Sängerin Michela Pace die erste maltesische Version von The X Factor, X Factor Malta 2019 gewonnen hatte, die ein vorheriges Vorausscheidungsformat ersetzte, wurde sie als Vertreterin für Malta zum Eurovision Song Contest auserwählt. Das Lied Chameleon, von Joacim Persson, Paula Winger, Borislav Milanov und Johan Alkenäs geschrieben, wurde einige Zeit später intern ausgewählt und anschließend inklusive Musikvideo auf dem offiziellen Kanal des Eurovision Song Contest veröffentlicht. Derzeit hat das Lied bzw. Video über 10 Millionen Aufrufe und gehört so zu den meistgesehenen Videos des diesjährigen ESC.
Das Lied wurde dem zweiten Semifinale des ESC am 16. Mai 2019 zugelost; dort erreichte es den achten Platz mit 157 Punkten. Im Finale belegte es den 14. Platz mit 107 Punkten.